# Schoenefeldia transiens
Schoenefeldia transiens är en gräsart som först beskrevs av Pilg., och fick sitt nu gällande namn av Emilio Chiovenda. Schoenefeldia transiens ingår i släktet Schoenefeldia och familjen gräs. Inga underarter finns listade i Catalogue of Life.